# 陈君石
陈君石 (Jun-Shi Chen)（1935年6月15日—），祖籍浙江杭州，出生于上海，中国营养与食品安全专家，中国工程院院士，中国食品毒理学学科的创始人之一。诗人柳亚子外孙，陈麟瑞、柳无非之子。

## 生平
陈君石早年就读于上海市南洋模范中学。后考入北京医学院公共卫生学系，并于1956年毕业。此后一直在中国预防医学科学院（现为中国疾病预防控制中心）从事营养与食品卫生方面的研究工作。期间曾于1960年获中国医学科学院药物代谢专业研究生学位。1970年代，他作为中国医学科学院克山病防治小分队的负责人之一，证实了硒与克山病的病因关系，并提供了硒为人体必需微量元素的重要依据。1980年赴美国阿尔巴尼医学院（Albany Medical College）毒理学系、康奈尔大学营养科学系进修。1990年代起他曾三次主持中国总膳食研究。2005年当选中国工程院院士。2009年出任首届国家食品安全风险评估专家委员会主任委员。
他还曾担任过国际食品添加剂法典委员会（CCFA）主席，中国毒理学会名誉理事长，亚洲毒理学会（ASIATOX）理事长，卫生部食品卫生专家咨询委员会主任、全国食品卫生标准委员会主任、法典委员会专家委员会主任，世界卫生组织食品安全专家咨询委员会成员，全国政协委员等职。

## 出版著作
| 出版年份 | 名称                                                    | 作者                                                                             | 出版社                 |
| -------- | ------------------------------------------------------- | -------------------------------------------------------------------------------- | ---------------------- |
| 2018     | 《健康管理师》                                          | 陈君石，黄建始著                                                                 | 中国协和医科大学出版社 |
| 2016     | 《卫生行业职业技能培训教程健康管理师 国家职业资格三级》 | 王陇德，白书忠，陈君石著                                                         | 人民卫生出版社         |
| 2016     | 《中国的食品安全 过去、现在与未来》                     | 任筑山，陈君石主编                                                               | 中国科学技术出版社     |
| 2015     | 《预包装食品营养标识应用与管理》                        | 陈君石主编                                                                       | 人民卫生出版社         |
| 2014     | 《社区医生营养与健康培训教材》                          | 陈君石主编                                                                       | 当代中国出版社         |
| 2014     | 《营养师培训教材》                                      | 陈君石编                                                                         | 当代中国出版社         |
| 2013     | 《社区营养知识六讲》                                    | 陈君石主编                                                                       | 当代中国出版社         |
| 2013     | 《爱生活 送健康 套装共14册》                            | 陈君石等著                                                                       | 山东美术出版社         |
| 2012     | 《从农田到餐桌 食品安全的真相与误区》                   | 陈君石，罗云波著                                                                 | 北京科学技术出版社     |
| 2012     | 《食品安全政策法规与案例解析DVD8张》                    | 陈君石，刘兆彬，张世诚主讲                                                       | 红旗音像电子出版社     |
| 2010     | 《食物 营养 身体活动和癌症预防》                        | 陈君石编                                                                         | 中国协和医科大学出版社 |
| 2010     | 《吃得好，长得好》                                      | 陈君石等著                                                                       | 山东美术出版社         |
| 2009     | 《维生素矿物质补充剂在疾病防治中的临床应用专家共识》    | 陈君石等主编                                                                     | 人民卫生出版社         |
| 2008     | 《食物、营养、身体活动和癌症预防》                      | World Cancer Research Fund/ American Institute for Cancer Research编；陈君石主译 | 中国协和医科大学出版社 |
| 2008     | 《膳食脂肪与健康》                                      | 陈君石主编                                                                       | 辽宁科学技术出版社     |
| 2007     | 《健康管理师》                                          | 陈君石，黄建始主编                                                               | 中国协和医科大学出版社 |
| 2003     | 《转基因食品 基础知识及安全性》                         | 国际生命科学学会欧洲分会编；陈君石，闻芝梅主译                                   | 人民卫生出版社         |
| 2002     | 《功能性食品的科学》                                    | 国际生命科学学会编；陈君石，闻芝梅主译                                           | 人民卫生出版社         |
| 2002     | 《家庭医学全书——饮食营养与健康》                        | 陈君石，闻芝梅主编                                                               | 四川科学技术出版社     |
| 1999     | 《食物、营养与癌症预防》                                | World Cancer Research Fund编；陈君石，闻芝梅主译                                 | 上海医科大学出版社     |
| 1998     | 《现代营养学 (第7版)》                                  | （北美）Ekhard E.Ziegler L.J.Filer, JR.著；闻芝梅，陈君石主译                    | 人民卫生出版社         |
| 1991     | 《中国膳食、生活方式与死亡率六十五个县的调查研究》      | 陈君石等著                                                                       | 人民卫生出版社         |

## 荣誉表彰
- 2021年   “全国食品安全工作先进个人”表彰[1]
- 2017年   食品药品科普特别贡献人物[2]
- 2016年   中国标准创新贡献终身成就奖[3]
- 2005年   中国工程院院士（医药卫生学部--营养与食品卫生学）[4]
- 2004年   茶叶防癌有效成分及作用机制研究（华医学科技奖三等奖）[5]
- 1996年   中国膳食、生活方式与死亡率-65个县的调查研究（卫生部科技进步一等奖）[6]
- 1996年   食品安全性毒理学评价程序和方法（卫生部科技进步二等奖）[6]
- 1995年   农药杀虫双代谢毒理学研究（省部级三等奖）
- 1995年   中国总膳食研究（国家科学技术进步奖三等奖）
- 1984年   硒与克山病的研究（研究时间为：1968年至1976年）-- 施瓦茨国际奖